# Sonic Frontiers
Sonic Frontiers (jap.: ソニック フロンティア, Hepburn: Sonikku Furontia) ist ein 3D-Jump-’n’-Run-Open-World-Spiel, das vom Sonic Team entwickelt und von Sega am 8. November 2022 für PlayStation 5, PlayStation 4, Xbox Series, Xbox One, Nintendo Switch und Microsoft Windows veröffentlicht wurde.
Das Spiel wurde anlässlich des 30-jährigen Jubiläums zusammen mit Sonic Origins, am 27. Mai 2021 erstmals zunächst ohne Spieltitel vorgestellt und am 10. Dezember 2021 auf den Game Awards 2021 mit der Enthüllung des Namens des Spiels präsentiert.
Sonic Frontiers verfügte erstmals in der Sonic-Spieleserie über eine Open-World-ähnliche „Open Zone“, die Sonic mit seiner berühmten Geschwindigkeit erkundet, sowie serientypische Action-Stages, die hier „Cyberspace-Level“ genannt werden. Laut Produzent Takashi Iizuka soll dieses Spiel die Serie langfristig prägen und den Grundstein für zukünftige Sonic-Spiele legen.
Es ist der Nachfolger von Sonic Forces (2017).

## Handlung
Dr. Eggman entdeckt auf den Starfall Islands eine antike, hochentwickelte Technologie und hackt sich mit seinem eigenen AI-Programm namens Sage in diese Technologie hinein, um sie zu reaktivieren. Jedoch hat er diese antike Macht unterschätzt, verliert die Kontrolle darüber und wird in eine digitale Dimension namens Cyberspace gezogen, in der er gefangen bleibt – nur in Begleitung seines Programms Sage, welches sich als kleines, schwebendes Mädchen materialisiert und Dr. Eggman beschützen sowie einen Ausweg finden soll.
Da sich die Chaos Emeralds nach dem Reaktivieren selbstständig zu den Starfall Islands begeben haben, fliegen Sonic, Tails und Amy mit dem Flugzeug Tornado den Signalen der Chaos Emeralds hinterher, werden jedoch kurz vor Erreichen der Starfall Islands in der Cyberspace gezogen, aus dem Sonic als Einziges entkommen kann und schließlich auf Kronos Island von einer mysteriösen Stimme geleitet wird. Sonic begegnet und bekämpft Wächter der antiken Ruinen, offensichtlich kontrolliert und aufgehetzt von Sage, welche sich wie Sonic frei zwischen den Inseln und dem Cyberspace bewegen kann. Zwar kann Sonic schon bald Amy finden und aus ihrem Verlies befreien, doch erscheint sie nur als geistähnliche, fehlerhafte Gestalt, wenn auch mit vollen Bewusstsein. Als Sage den gewaltigen Titan Giganto auf Sonic hetzt, unterliegt er zunächst und beschließt, die Chaos Emeralds auf der Insel zu suchen. Zusammen mit Amy kümmert sich Sonic um die Anliegen der kleinen Steinwesen namens Koco auf der Insel, welche oftmals als leblose Hülle zurückbleiben. Als Sonic und Amy versehentlich in einer Zwischendimension landen, sehen sie in einer Art Zeitreise-Rückblick die wahre Identität der Koco: Die Ahnen, eine hochentwickelte Zivilisation und Schöpfer der Chaos Emeralds, der Ruinen, der Wächter und Titanen, die derselben Gattung wie Chaos in Sonic Adventure (1998) angehören. Mit allen sieben Chaos Emeralds kann sich Sonic in Super Sonic verwandeln und den Wächter Giganto zerstören.
Anschließend begibt sich Sonic auf die zweite, wüstenähnliche Insel Ares Island. Auf dieser trifft er auf Knuckles und erlebt mit ihm eine weitere Zeitreise, in dem Sonic und Knuckles Zeuge werden, wie die Ahnen in einen Krieg verwickelt wurden und vergeblich ihr Volk und ihre Kultur zu schützen versuchten. Nachdem Super Sonic einen weiteren Titanen auf Ares Island besiegen konnte, kümmert er sich auf der dritten Insel Chaos Island um die Rettung von Tails. Während sie versuchen, auf der Insel voranzukommen, werden sie ebenfalls Zeuge von einem vergangenen mächtigen Angriff. Nach dem Super Sonic auch den Titanen Knight bezwingen kann, fliegt er zu Rhea Island, wo sechs Türme empor steigen. Die mysteriöse Stimme überzeugt Sonic, dass die Deaktivierung der Türme, die Wände zwischen den Dimensionen endgültig niederreißen würde, um seine Freunde zu befreien. Dabei findet Sonic heraus, dass die Ahnen einst ihren Heimatplaneten verlassen mussten, da er von einem übermächtigen Feind zerstört wurde, und sie sich daraufhin auf die Erde, auf den Starfall Islands niedergelassen hatten. Ihr Gegner fand die Ahnen jedoch auch dort und es kam zu apokalyptischen Schlachten, bei denen die Ahnen ihren Gegner offenbar mit den vier Titanen nicht besiegen, aber als letzten Ausweg doch versiegeln konnten. Dies führte jedoch fast zur vollkommenen Auslöschung der Ahnen (womöglich bis auf Chaos), die zuvor ihre Erinnerungen und Vermächtnisse im Cyberspace und in ihren Glücksbringern, den Steinwesen Koco, hochluden – wodurch Sonic und seine Freunde diese Ereignisse nun nachvollziehen und selbst erleben konnten.
Doch durch die Deaktivierung des letzten Turms fällt Sonic in einen Zustand, in dem sein Geist zwischen Realitäten gefangen ist. Tails, Amy, Knuckles, Dr. Eggman und Sage, die damit allesamt aus dem Cyberspace befreit wurden, werden Zeuge von der ebenso resultierten Rückkehr des zuvor von den Ahnen versiegelten, unsichtbaren Gegners der Ahnen, der Sonic als mysteriöse Stimme leitete, um so befreit zu werden und nun die ganze Welt bedroht. Da Sage höchstens Erfolgsmöglichkeiten gegen diesen Gegner erreichnen kann, wenn Sonic und Dr. Eggman zusammenarbeiten, entschließen sich Tails, Knuckles und Amy dazu, vorübergehend wieder in den Cyberspace zurückzugehen, um so Sonics Geist wieder reaktivieren. Anschließend tun sich Sonic, Dr. Eggman und Sage zusammen, um die sieben Chaos Emeralds auf der letzten Insel Ouranos Island zu finden. Super Sonic besiegt auch den vierten und letzten Titan Supreme, der vom allmächtigen Gegner gesteuert wurde. Nachdem der Gegner nach der Niederlage die Kontrolle des Titanen aufgibt, verabschiedet sich Sage von Dr. Eggman und übernimmt selbst die Kontrolle über den Titanen Supreme. Es kommt zum finalen Kampf im Weltall, in dem Super Sonic und der von Sage kontrollierte Titan gegen den als Himmelskörper materialisierte, einstige Feind der Ahnen, bekämpfen. Als sich der Feind am Rande seiner Niederlage in die Luft sprengen will, opfert sich Sage mit dem Titan, um die Explosion abzufangen und die Welt zu retten. Sonic, Tails, Knuckles und Amy finden wieder zusammen und verlassen die Starfall Islands, während Dr. Eggman den Verlust von Sage nachtrauert. In der Post-Credits-Szene kann Dr. Eggman Sage wiederherstellen.
Optional gibt es seit Final Horizon ein alternatives Ende, wenn das Portal in Ouranos Island betreten wird. Sage erzählt Sonic, dass es eine weitere Möglichkeit gäbe, den Feind zu schlagen, in dem er die Türme der Ahnen-Piloten, welche damals die Titanen steuerten, besteigt und ihre Prüfungen besteht, welche ihn den Schlüssel zu höheren Macht als Super Sonic geben würde. Tails, Amy und Knuckles werden wieder befreit, während Sage Sonic's Zustand neutralisiert. Auf Sonic's Wunsch sammeln die drei die Chaos Emeralds, während Sonic sich den Prüfungen stellt und schlussendlich durch die Kraft der Ahnen die Macht bekommt, seine Cyber-Korruption zu kontrollieren. Zusammen stellen sie sich den Feind und können ihn schlussendlich mit Sonic's neuen Kräften zerstören. Sonic und seine Freunde feiern ihren Sieg, während Dr. Eggman und eine lebende Sage die Starfall Islands verlassen.

## Gameplay
In Sonic Frontiers übernimmt der Spieler die Kontrolle über den blauen Igel Sonic in einer dreidimensionalen Welt namens Starfall Islands. Bei Berührung können die goldenen Ringe eingesammelt werden; nimmt Sonic Schaden, verliert er die Ringe. Nimmt Sonic Schaden, ohne Ringe zu besitzen, fällt in einen tödlichen Abgrund oder ertrinkt, muss der Spieler vom letzten Rücksetzpunkt erneut beginnen. Sonic kann auf laufen, springen, verfügt über einen Doppelsprung in der Luft, den Drop Dash wenn man im Anschluss den Sprungknopf vor Aufprall auf den Boden erneut betätigt und kann mit einem Knopfdruck auf einen Schulterbutton die Geschwindigkeit erhöhen, solange man den Schulterbutton gedrückt hält. Objekte und Gegner in der Nähe werden anvisiert und können auf Knopfdruck mit der Homing Attack blitzartig erreicht bzw. attackiert werden. Im Laufe des Spiels erlernt Sonic weitere Kampffähigkeiten, zudem gibt es einen Skill Tree, in dem man mit Fähigkeitenfragmenten, die man in erster Linie durch das Besiegen von Gegnern enthält, neue Angriffe freischalten kann. Diese können in kleinen Simulationen zunächst geübt werden und richten durch verschiedene Tastenkombinationen meist verheerenden Schaden bei Gegnern an. Außerdem kann Sonic gegnerischen Angriffen mit den vorderen Schulterbuttons und dem richtigen Timing gezielt nach links oder rechts ausweichen. Hinzu kommt das Parieren, welches bei korrekter Ausführung Angriffe oder Projektile auf Gegner zurückschleudert. Komboangriffe können die Angriffe zusätzlich stärken und eine maximale Ringanzahl die Höchstgeschwindigkeit massiv erhöhen. Mit der neuen Fähigkeit Cyberloop kann Sonic auf Knopfdruck ein Muster auf dem Boden zeichnen, welches innerhalb dieses geschlossenen Musters Gegnern Schaden zufügt, Ringe und weitere Gegenstände freilegt, Aufgaben löst oder hohes Gras mäht.
Das Hauptziel des Spiels ist es, dass Sonic auf jeder großen Insel den gigantischen Titan besiegt, da er sich davon die Rettung seiner Freunde erhofft. Diese Titanen sind jedoch so stark und robust, dass Sonic sie nur nach seiner Verwandlung zu Super Sonic bekämpfen kann. Für diese Verwandlung benötigt Sonic auf jeder Insel die sieben Chaos Emeralds, die in bestimmten Vorrichtungen verankert sind und sich nur mit einer vorgegebenen Anzahl an Schlüsseln einsammeln lassen. Die Schlüssel findet man selten vereinzelt auf der Oberwelt, jedoch primär durch Aufgaben in den sogenannten Cyberspace-Leveln. Die Cyberspace-Level, von denen es in der Regel sieben pro Insel gibt, erscheinen in der optischen Gestalt der Green Hill Zone von Sonic the Hedgehog (1991), der Chemical Plant Zone von Sonic the Hedgehog 2 (1992), der Sky Sanctuary Zone von Sonic & Knuckles (1994) und Speed Highway von Sonic Adventure (1998), sind vom Levelverlauf her jedoch Kopien unterschiedlicher Level früherer 3D-Sonic-Spiele, vorwiegend von Sonic Adventure 2 (2001), Sonic Unleashed (2008) und Sonic Generations (2011). In jedem Cyberspace-Level gibt es vier Aufgaben, für die Sonic jeweils einen Schlüssel erhalten kann: Den Level abschließen, den Level mit Rang S (durch eine vorgegebene, schnelle Abschlusszeit des Levels) abschließen, eine vorgegebene Mindestanzahl an Ringen bei Abschluss des Levels bei sich tragen und alle fünf im Level verteilten, roten Ringe einsammeln. Die Cyberspace-Level sind durch Portale an Säulen in den Welten zu finden, benötigen jedoch zum Betreten eine vorgegebene Anzahl an Zahnrädern. Die Zahnräder findet man selten vereinzelt auf der Oberwelt, jedoch primär durch das Besiegen von Gegnern auf der Oberwelt. Vor allem größere Gegner, sogenannte Wächter, geben nach Zerstörung garantiert ein Zahnrad frei.
Ebenfalls überall auf den Inseln verstreut sind Erinnerungsmarken: Amys und Sages Erinnerungsmarken in Herzform, Knuckles' Erinnerungsmarken in Form von Medaillen und Tails' Erinnerungsmarken in Form von Schraubenschlüsseln. Die Erinnerungsmarken müssen gesammelt werden, um die Charaktere zunächst zu befreien und anschließend weitere Dialoge mit ihnen freizuschalten, um die Handlung des Spiels voranzutreiben. Sind alle Charaktere gerettet, fungieren die Erinnerungsmarken als optionale Sammelgegenstände. Auch auf jeder Insel verstreut sind die kleinen, einheimischen Koco-Kreaturen, die Sonic bei Kontakt automatisch einsammelt bzw. rettet. Beim Ältesten der Koco, der auf jeder großen Insel auffindbar ist, kann Sonic für gerettete Koco seine Werte für Schnelligkeit und den Höchsttragewert von Ringen, die Ringkapazität, erhöhen. Diese lassen sich nachträglich auch wieder untereinander tauschen, also mehr Geschwindigkeit für geringe Ringkapazität oder umgekehrt. Außerdem kann Sonic überall im Spiel rote Samen der Stärke und blaue Samen der Abwehr finden, zumeist durch das Lösen von Rätsel- bzw. Aufgabenbereiche. Diese lassen sich beim Einsiedler-Koco, der ebenfalls auf jeder Insel auffindbar ist, für höhere Angriffs- und Abwehrwerte eintauschen.
Überall in der Welt sind Schienen zum Grinden vorhanden, an denen sich Sonic ebenfalls schnell, aber an vorgesehenen Pfaden entlangbewegen kann, die mit Spielfortschritt vermehrt auftauchen und neue Wege aufzeigen oder direkte Abkürzungen zu bereits bereisten Orten darstellen. Bei mehreren parallel nebeneinander verlaufenden Schienen kann mit den vorderen Schulterbuttons eine Schiene gezielt gewechselt werden. Kleine Rätsel- bzw. Aufgabenbereiche sind mit einem Fragezeichenschild gekennzeichnet, in dem der Spieler erkennen muss, was zu tun ist: Beispielsweise innerhalb eines Zeitlimits einen bestimmten Ort erreichen, den Cyberloop gezielt verwenden, Statuen drehen bzw. verschieben, in einem Hamsterrad laufen, Bodenplatten in der richtigen Reihenfolge entlanglaufen, Geschosse parieren oder einiges anderes. Ein solches Schild, jedoch mit einem Truhensymbol, gibt meist Gegenstände frei, jedoch teils auch Bumper oder Booster, die zu separaten, kleinen Bereichen führen, die zumeist mit Erinnerungmarken enden.
Ein weiteres Item, welches Sonic überall auf den Inseln finden und einsammeln kann, sind lila Münzen. Diese werden hinter einem Portal, welches zu einem Angelplatz je Insel führt, benötigt. Dort trifft Sonic stets auf Big the Cat, welcher ihm für eine variierende Anzahl an lila Münzen seine Angel ausleiht. Anschließend fischt Sonic nach einem Reaktionstest via Knopfdruck einen Fisch, andere Meeresbewohner, Schatztruhen oder Müll aus dem Wasser. Jeder Fang wird von Big mit einer entsprechenden Anzahl von Schatzmarken bewertet, während man aus Schatztruhen eine oder mehrere Goldkarten erhält. Die Schatzmarken und Goldkarten kann man bei Big gegen Zahnräder, Erinnerungsmarken, Schlüssel, Samen der Stärke oder Abwehr, Koco, Ringe, Fähigkeitenfragmente oder Dr. Eggmans Notizen eintauschen. In der „Fisch-o-Pedia“ können alle bereits geangelten Tiere und Gegenstände mitsamt Beschreibungen sowie Dr. Eggmans Notizen, die mehr Hintergründe über sein Bestreben, seine Pläne und Gedanken enthüllen, eingesehen werden.
Die fünf Inseln der Starfall Islands, die von Sonic nacheinander bereist werden, sind voller Ruinen und Anzeichen einer früheren Zivilisation, weisen aber auch Überbleibsel von Dr. Eggman auf. Die erste Insel ist Kronos Island, ein weites Grasland mit Wäldern, Bergen, einem großen Wasserfall und einem daraus fließenden Bach. Im Anschluss folgt die Wüsteninsel Ares Island, mit engen Schluchten, geheimen Wegen und kleinen wie großen Oasen. Daraufhin bereist man Chaos Island, bestehend auf mehreren kleinen Inseln, die eine karge Berglandschaft und einen Vulkan, aus dem Lava austritt, aufweisen. Die vierte Insel Rhea Island ist nur ein sehr kleiner und kurzer Spielabschnitt, gefolgt von der finalen Insel Ouranos Island, die beide wieder aus Graslandschaften und Wäldern bestehen. Nur wenn man das Spiel auf dem Schwierigkeitsgrad „Schwer“ bestreitet, ist das Finale gegen den letzten Bossgegner namens „The End“ spielbar.

## Synchronisation
Im Trailer vom 10. Dezember 2021 war erstmals eine englischsprachige Stimme zu hören, die laut der manuell eingegebenen Untertitel auf YouTube dem Charakter Amy Rose zugehörig sein sollte. Nachdem dies kurz darauf zunächst in Mysterious Voice geändert wurde, wurde in einem Livestream des offiziellen Sonic-the-Hedgehog-YouTube-Kanals am 16. Dezember 2021 enthüllt, dass es sich tatsächlich um Amy Rose, gesprochen von der langjährigen, englischen Sprecherin Cindy Robinson handele und auch Roger Craig Smith als Sonic, Colleen O’Shaughnessey als Tails und Mike Pollock als Dr. Eggman in ihre Synchronrollen zurückkehren würden. Am 10. Januar 2022 verkündete der offizielle Twitter-Account von Sonic the Hedgehog, dass erneut eine komplette Synchronisation in den Sprachen Deutsch, Englisch, Japanisch, Französisch, Spanisch und Italienisch in Arbeit ist.
In allen Sprachen kam es zu keiner großen Veränderung der Sprechrollen. Im deutschen Sprachraum wurde Big the Cat nun nicht mehr, wie zuvor bei Team Sonic Racing (2019), von Andreas Sparberg synchronisiert, stattdessen belegte Viktor Pavel diese Rolle, der zuvor in Sonic Lost World (2013) Zomom und in Sonic Forces (2017) E-123 Omega sprach. Kritik gab es für den langjährigen deutschen Sonic-Sprecher Marc Stachel, der in diesem Spiel besonders mit Voicecracks und hochpitchenden Stimmlagen auffiel, die vom deutschen Voice Director Michael Hülsmann angeordnet wurden. Im Gegenzug erntete Johannes Oliver Hamm in seiner Rolle als Dr. Eggman Lob für die ausbleibenden Voicecracks, die noch bei Sonic Colours: Ultimate (2021) auffielen.
| Synchronsprecher in Sonic Frontiers | Synchronsprecher in Sonic Frontiers | Synchronsprecher in Sonic Frontiers | Synchronsprecher in Sonic Frontiers | Synchronsprecher in Sonic Frontiers | Synchronsprecher in Sonic Frontiers | Synchronsprecher in Sonic Frontiers |
| Figur im Spiel                      | Deutscher Synchronsprecher          | Englischer Synchronsprecher         | Japanischer Synchronsprecher        | Französischer Synchronsprecher      | Spanischer Synchronsprecher         | Italienischer Synchronsprecher      |
| ----------------------------------- | ----------------------------------- | ----------------------------------- | ----------------------------------- | ----------------------------------- | ----------------------------------- | ----------------------------------- |
| Sonic the Hedgehog                  | Marc Stachel                        | Roger Craig Smith                   | Jun'ichi Kanemaru                   | Alexandre Gillet                    | Angel De Gracia                     | Renato Novara                       |
| Miles Tails Prower                  | Paulina Weiner                      | Colleen O’Shaughnessey              | Ryō Hirohashi                       | Marie-Eugénie Maréchal              | Graciela Molina                     | Benedetta Ponticelli                |
| Knuckles the Echidna                | Claus-Peter Damitz                  | Dave Mitchell                       | Nobutoshi Canna                     | Sébastien Desjours                  | Sergio Mesa                         | Maurizio Merluzzo                   |
| Amy Rose                            | Anna Gamburg                        | Cindy Robinson                      | Taeko Kawata                        | Naïké Fauveau                       | Meritxell Ribera                    | Serena Clerici                      |
| Big the Cat                         | Viktor Pavel                        | Kyle Hebert                         | Takashi Nagasako                    | Antoine Nouel                       | Santi Lorenz                        | Andrea De Nisco                     |
| Dr. Eggman                          | Johannes Oliver Hamm                | Mike Pollock                        | Kōtarō Nakamura                     | Marc Bretonnière                    | Francesc Belda                      | Aldo Stella                         |
| Sage                                | Sophia Längert                      | Ryan Bartley                        | Megumi Hayashibara                  | Maryne Bertieaux                    | Elena Barra                         | Valentina Pallavicino               |

## Entwicklung
Nach der Fertigstellung von Sonic Forces begann im Jahre 2017 die Planungsphase an einem neuen Titel, der 2021 zum 30-jährigen Sonic-Jubiläum erscheinen sollte. Dabei wurden verschiedene Gameplay-Ideen ausprobiert, welche die Sonic-Serie in eine neue Richtung lenken und langfristig prägen sollte. Im März 2019 gab Sonic-Team-Chef Takashi Iizuka bekannt, dass der Titel in Entwicklung sei. Morio Kishimoto, der bereits an Sonic Colours (2010), Sonic Lost World (2013) und Sonic Forces (2017) mitwirkte, ist auch wieder involviert. Als Producer agiert Sachiko Kawamura, während Ian Flynn, der bereits an den amerikanischen Archie-Comics und an der Sonic-Boom-TV-Serie mitwirkte, an der Handlung des Spiels arbeitet. Als Komponist ist Jun Senoue von der Band Crush 40 am Spiel beteiligt, der bereits seit Sonic the Hedgehog 3 (1994) für die Musik der Serie tätig ist.
Sega zeigte im Rahmen des Livestreams zum 30-jährigen Jubiläum am 27. Mai 2021 einen ersten Teaser des Spiels, verriet jedoch keinen Namen zum Spiel. Stattdessen verkündeten User, die Metadaten des Trailers auslesen konnten und Pressevertreter, die von Lücken in Segas PR-Abteilung sprachen, dass das Spiel den Namen Sonic Rangers trage. Offensichtlich daraufhin umbenannt, ließ Sega am 8. November 2021 den Namen Sonic Frontiers urheberrechtlich schützen und veröffentlichte den Titel des Spiels mit einem weiteren Trailer am 10. Dezember 2021 auf den Game Awards 2021. Wie im Januar 2022 bekannt wurde, sei ein Release pünktlich zum 30-jährigen Jubiläum im Jahr 2021 geplant gewesen, jedoch entschied man sich für eine Qualitätserhöhung des Spielerlebnisses dazu, dem Spiel mehr Entwicklungszeit zu geben und erst 2022 zu veröffentlichen.
Am 31. Mai 2022 kündigte die Gaming-Website IGN an, über den Monat Juni 2022 hinweg exklusives Videomaterial mit Gameplay von Sonic Frontiers zu veröffentlichen, beginnend mit einem 7-minütigen Video am 1. Juni 2022, welches die generelle Oberwelt, Sonics Movement und kleinere Rätsel zeigte, gefolgt von einem Video über 6 Minuten am 3. Juni 2022, welches sich auf Angriffe und Kämpfe gegen verschiedene Gegner fokussierte, gefolgt von weiteren Zusammenschnitten sowie Interviews mit Producer Takashi Iizuka und Director Morio Kishimoto. Am 23. August 2022 wurde auf dem offiziellen YouTube-Kanal „Sonic the Hedgehog“ ein Story-Trailer veröffentlicht, welcher das weltweite Releasedatum, den 8. November 2022, bekanntgab. Auf der Gamescom 2022 in Köln war Sonic Frontiers vom 24. bis 28. August 2022 für alle Messenbesucher anspielbar. Ein 3-minütiger Overview-Trailer zum Spiel wurde am 1. September 2022 auf dem offiziellen YouTube-Kanal veröffentlicht. Ein zweiteiliger Comic namens Sonic Frontiers Prologue: Convergence, welcher die Vorgeschichte des Spiels erzählt, wurde am 18. und am 25. Oktober 2022 auf den Social-Media-Kanälen hochgeladen, gefolgt von einer 6-minütigen Animation namens Sonic Frontiers Prologue: Divergence am 1. November 2022, welche erläutert, wie Knuckles in die Geschichte des Spiels hineingezogen wird. Es folgte ein Showdown-Trailer am 3. November 2022, ehe das Spiel mit einem Release-Trailer am 8. November 2022 erschien.
Am 19. Dezember 2024 wurde das Spiel für Amazon Luna veröffentlicht.

## Sonic Frontiers: The Final Horizon
Im Dezember 2022 veröffentlichte Sega Weihnachts-Kostüme für Sonics Ingame-Model und gab die „2023 Content Road Map“ für Sonic Frontiers bekannt. Das erste der drei geplanten, allesamt kostenlosen Updates erschien am 1. April 2023 und fügte ein Juke Box für Ingame-Soundtrack früherer Sonic-Spiele, einen Foto-Modus und Oster-Kostüme hinzu. Das zweite Update am 23. Juni 2023 sorgte Geburtstags-Kostüme und -Gegenstände sowie neue „Open-Zone-Challenges“.
Das letzte, große Update wurde am 29. September 2023 um 2 Uhr nachts in Deutschland veröffentlicht und trägt den Namen Sonic Frontiers: The Final Horizons. Als kostenfreier DLC wurde ein neuer Storyabschnitt hinzugefügt, in dem man auch erstmals mit Tails, Knuckles und Amy in Sonic Frontiers spielen kann. Mit Sonic befinden sich alle vier spielbaren Charaktere auf der finalen Insel Ouranos Island und jeder Charakter verfügt über einen eigenen Skilltree für individuelle Fähigkeiten. Dabei kann Tails serientypisch in der Luft fliegen, Knuckles kann gleiten, jedoch nur an vorgegebenen Stellen an Wänden klettern und Amy schwebt durch die Kraft ihrer magischen Karten. Alle Spielfiguren können neue kleine Rätsel lösen und neue kleine Gegenstände einsammeln. Durch das Erreichen der Zielmarkierungen wird die Story vorangetrieben, worin Sonic auch neue, riesige Türme erklimmen muss, an dessen Spitzen ihn spielerisch anspruchsvolle Prüfungen der Ahnen erwarten. Zudem gibt es einen neuen Endbosskampf als Super Sonic.
Für die Synchronisation der neuen Inhalte blieb im deutschen Sprechercast die Besetzung unverändert. Erneut sprach Marc Stachel Sonic, Paulina Weiner Tails, Claus-Peter Damitz Knuckles, Anna Gamburg Amy, Johannes Oliver Hamm Dr. Eggman und Sophia Längert Sage.

## Rezeption
Sonic Frontiers erhielt überwiegend gute Wertungen. Obwohl sich die unterschiedlichen Systemfassungen nur sehr geringfügig grafisch unterscheiden, sind auf Metacritic sehr unterschiedliche Wertungsdurchschnitte festzustellen. Der niedrigste Wertungsschnitt gilt dabei der Xbox-Series-Version, welche bei nur insgesamt 13 Wertungen durch eine unseriöse Wertung von 15 % eines YouTubers namens „Jim Sterling“ und seiner Website „thejimquisition“ stark gedrückt wurde. Auch der Wertungsdurchschnitt der PlayStation-5-Fassung wurde durch eine unrealistische 20 %-Wertung der Website „Digital Trends“ runtergezogen, die sich eigentlich primär mit Technikprodukten wie Digitalkameras, Tablets oder Heimkinosystemen beschäftigt. Dadurch wird fälschlicherweise suggeriert, dass die PlayStation-4-Version die beste Variante des Spiels sei, obwohl sich die Versionen für PlayStation 5, Xbox Series und PC lediglich durch schnellere Ladezeiten und optionalen 4K- und 60-fps-Modi unterscheiden. Die seriösen Wertungen liegen zumeist im 70er- und 80er-Wertungsbereich, mit Ausreißern in die 90er- und 60er-Wertungsbereiche. Die durchschnittlichen User Scores auf Metacritic liegen bei 8,1 (Xbox One), 8,2 (PS5), 8,3 (PS4, Xbox Series, Switch) und 8,6 (PC).

„Tatsächlich legt Sonic Team mit ‚Sonic Frontiers‘ ein gelungenes Comeback hin. Bei offenen Welten bin ich erst mal grundsätzlich skeptisch, aber hier sind die einzelnen Inseln nicht nur interessant und atmosphärisch, sie haben auch die richtige Größe und sind sinnvoll ins Spielprinzip eingebunden: Es macht einfach Spaß, sie Stück für Stück zu erforschen und zu erschließen. Die Mischung aus Erkundung, kleinen Rätseln, durchdachten Action-Stages mit Wiederspielwert und spektakulären Bossen ist rund und motivierend, die Steuerung fühlt sich direkt und präzise an. Vor allem wird aber wieder spielerischer Inhalt geboten, gerade dieser ging dem direkten Vorgänger doch sehr ab.“